# SN 2008fk
SN 2008fk – supernowa typu Ia odkryta 2 września 2008 roku w galaktyce A023405+0123. W momencie odkrycia miała maksymalną jasność 18,50m.